# 裴寂
裴 寂（はい せき、569年 - 629年）は、隋朝・唐朝の官人。初唐においては建国の功臣の一人とされた。字は玄真。本貫は河東郡聞喜県。祖父は裴融。父は絳州刺史の裴瑜。子は裴律師・裴法師ら。

## 生涯
若年で兄も含めて失い孤児になり、14歳の時に州の主簿の任を受ける。隋の開皇年間（581年 - 600年）に左親衛となる。大業年間（605年 - 617年）に侍御史、その後、駕部承務郎、晋陽宮副監の任に就く。隋末、裴寂は、李世民の意を仲介して李淵に伝え、その太原での起義を促した。
李淵が挙兵するや、裴寂は晋陽県の令の劉文静とともにその補佐を行い、京師（長安）を陥落させると、大丞相府長史となり、後、魏国公となった。隋の恭帝侑の禅譲の際にも関与し、李淵に勧めて禅譲を受けさせた。その後、尚書右僕射となった。後に劉文静と仲違いして、李淵に進言してこれを刑死させている。
貞観3年（629年）、沙門の法雅が人々を煽惑した妖乱に連座し、裴寂は免官の上、蒲州に放逐された。その後、監奴の讒言によって、静州に流された。その時、偶然にも山羌（異民族）が叛乱し、裴寂は家僮たちを統率して賊を平定した。その功によって入朝を赦された。同年に61歳で没した。

## 伝記資料
- 『旧唐書』巻57
- 『新唐書』巻88